# اس‌اس ترگنا
اس‌اس ترگنا (به انگلیسی: SS Tregenna) یک زیردریایی بود که طول آن ۴۰۰ فوت ۱٫۲ اینچ (۱۲۲٫۰ متر) و ارتفاع آن ۲۸ فوت ۴٫۸ اینچ (۸٫۷ متر) بود. این زیردریایی در سال ۱۹۱۹ ساخته شد.